# Йон Крянґе
Йон Крянґе (рум. Ion Creangă, Ion Kreangă, 1 березня 1837, Хумулешть, Молдовське князівство — 31 грудня 1889, Ясси) — румунський письменник і мемуарист, один із класиків румунської літератури.

## Життєпис
Йон Крянґе народився у селянській родині в селі Хумулешть в Молдовському князівстві (нині межа міста Тиргу-Нямц жудеця Нямц Румунії).
У 1858 закінчив духовну семінарію в Яссах, був дияконом. У 1865 закінчив педагогічні курси, працював учителем. Через конфлікти з румунськими церковною владою в 1872 був позбавлений сану.
У 1875-1877 роках опублікував казки «Свекруха і три невістки», «Деніле Препеляк», «Казка про Стані бувалого», «Казка про Арапа Білого» та інші. Крянґе проповідував вивчення абетки і правопису в початкових класах з допомогою методів, заснованих на дитячій інтуїції і простоті сприйняття світу. Був у дружніх стосунках з Міхаєм Емінеску, під впливом якого публікував свої твори в журналі «Літературні бесіди» («Convorbiri literare»).
Широко відомі казки Крянґе «Коза з трьома козенятами» («Capra cu trei iezi»), «Гаманець з двома грішми» («Punguţa cu doi bani»), «Деніле Препеляк», «Казка про Арапа Білого», «Дочка баби і дочка старого», розповіді «Дядя Йон Роате і Об'єднання» (1880) і «Дядя Йон Роате і Куза Воде» (1883).
Про Крянґе написав одине зі своїх оповідань Михаїл Садовяну, під назвою «Ключ».
Помер 31 грудня 1889.

## Пам'ять
Державний педагогічний університет імені Йона Крянге у Кишиневі.

## Твори
- Йон Крянґе «Вибране» (1977);
- Opere. Ediţie îngrijată şi glosar de G. T. Kirileanu, Віс., 1957;
- Опері. Студія інтродуктів де В. Коробан, Кишинеу, 1972;
- Спогади дитинства, М., 1955;
- Йон Крянґе. Вибране. — Кишинів: Госиздат Молдавії, 1957. — 216 с.